# الأهرامات اليونانية

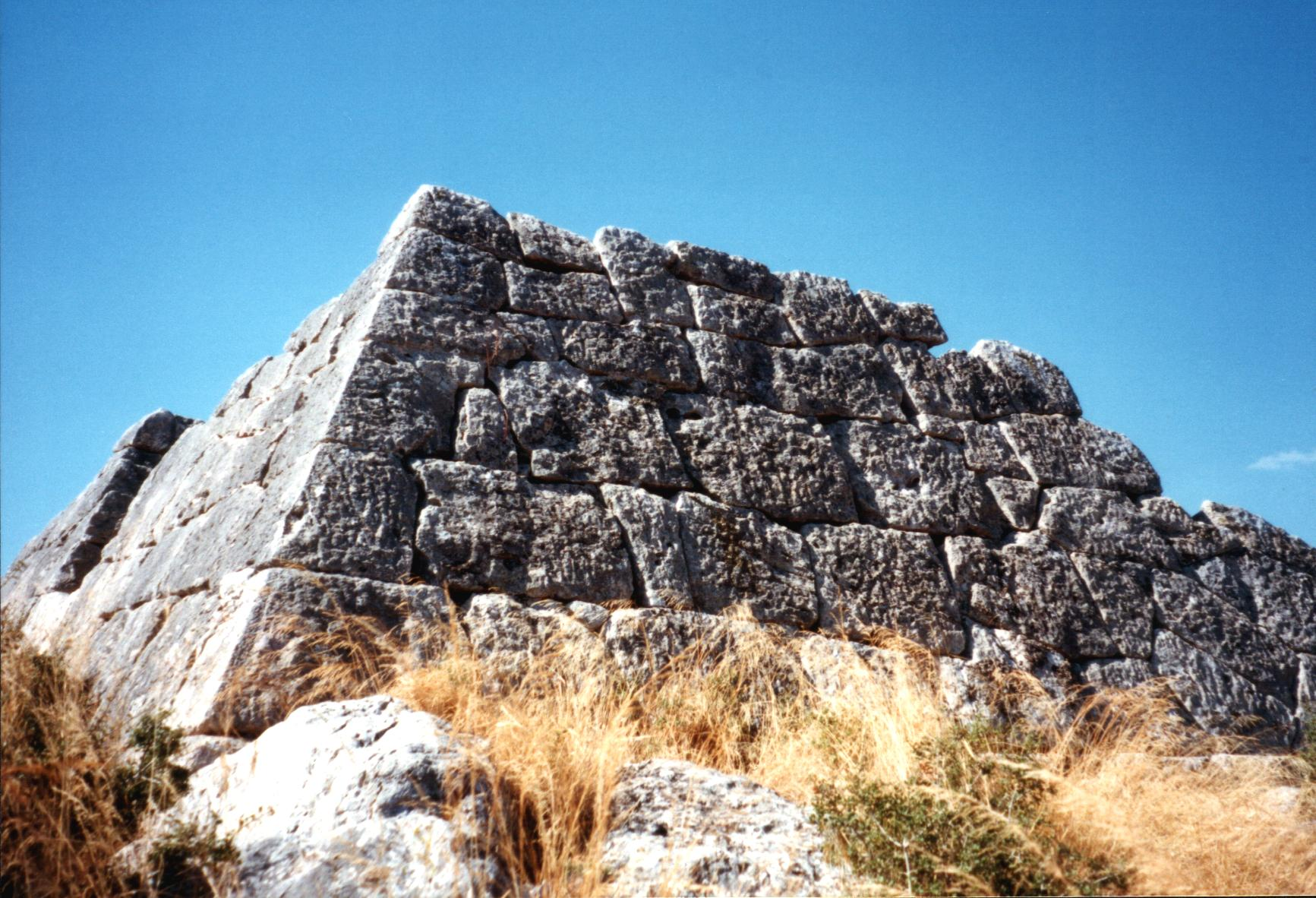
The Pyramid of Hellinikon.

الأهرامات اليونانية، وهي المعروفة أيضا بأهرامات أرجوليس، وتشير إلى عدة هياكل واقعة في سهل أرجوليد، اليونان. وأشهرها ما يعرف ب الهرم هلينكون. اعتقد الجغرافي باوسانياس أنها عدة قبور في وقته ولكن في القرن الحادي والعشرين اقترح الباحثون استخدامات محتملة أخرى.

## الموقع
```
في القرن الثاني الميلادي كتب باوسانياس عن مبنيين تشبه الأهرامات، واحد على مسافة إثني عشر ميلا جنوب غرب الهيكل في هيلينيكون وهو لازال قائما (Ελληνικό في اليونانية)، ويذكر
[
2
]
وذكر أنه قبر مشترك للجنود الذين لقوا مصرعهم في المعركة الأسطورية للعرش 
أرغوس
 والآخر الذي قيل أنه قبر أرجيفيس الذي قتل في معركة حوالي 669/8 قبل الميلاد. ويقال أنها تشبه الأهرامات المصرية.
```

تبقى على الأقل اثنتان حتى الآن وهي الشبيهة بالهرم ومازالت متاحة للدراسة، واحدة في هيلينيكون والآخر في ليجوريو/ليجوريو، قرية بالقرب من مسرح العمليات القديمة ابيدوروس.
عند الحافة الجنوبية الشرقية من سهل أرجوليد، بالقرب من سبرينغز في نهر اراسينوس (الآن كيفالاري) وعلى الطريق الشرياني الذي أدى من أرغوس تيجا وبقية أركاديا وكينوريا، في العصور القديمة هناك هيكل صغير قائما المعروفة باسم الهرم Hellenikon.